# Myiarchus sagrae
Caça-moscas-de-sagra ou maria-cavaleira-cubana (Myiarchus sagrae) é uma espécie de ave da família Tyrannidae.
Pode ser encontrada nos seguintes países: Bahamas, Ilhas Cayman, Cuba, Turks e Caicos e Estados Unidos da América.
Os seus habitats naturais são: florestas subtropicais ou tropicais húmidas de baixa altitude, florestas de mangal tropicais ou subtropicais, regiões subtropicais ou tropicais húmidas de alta altitude e florestas secundárias altamente degradadas.